# Tubas
Tubas of Toubas (Arabisch: طوباس ) is een Palestijnse stad op de Westelijke Jordaanoever.